# 婚紗

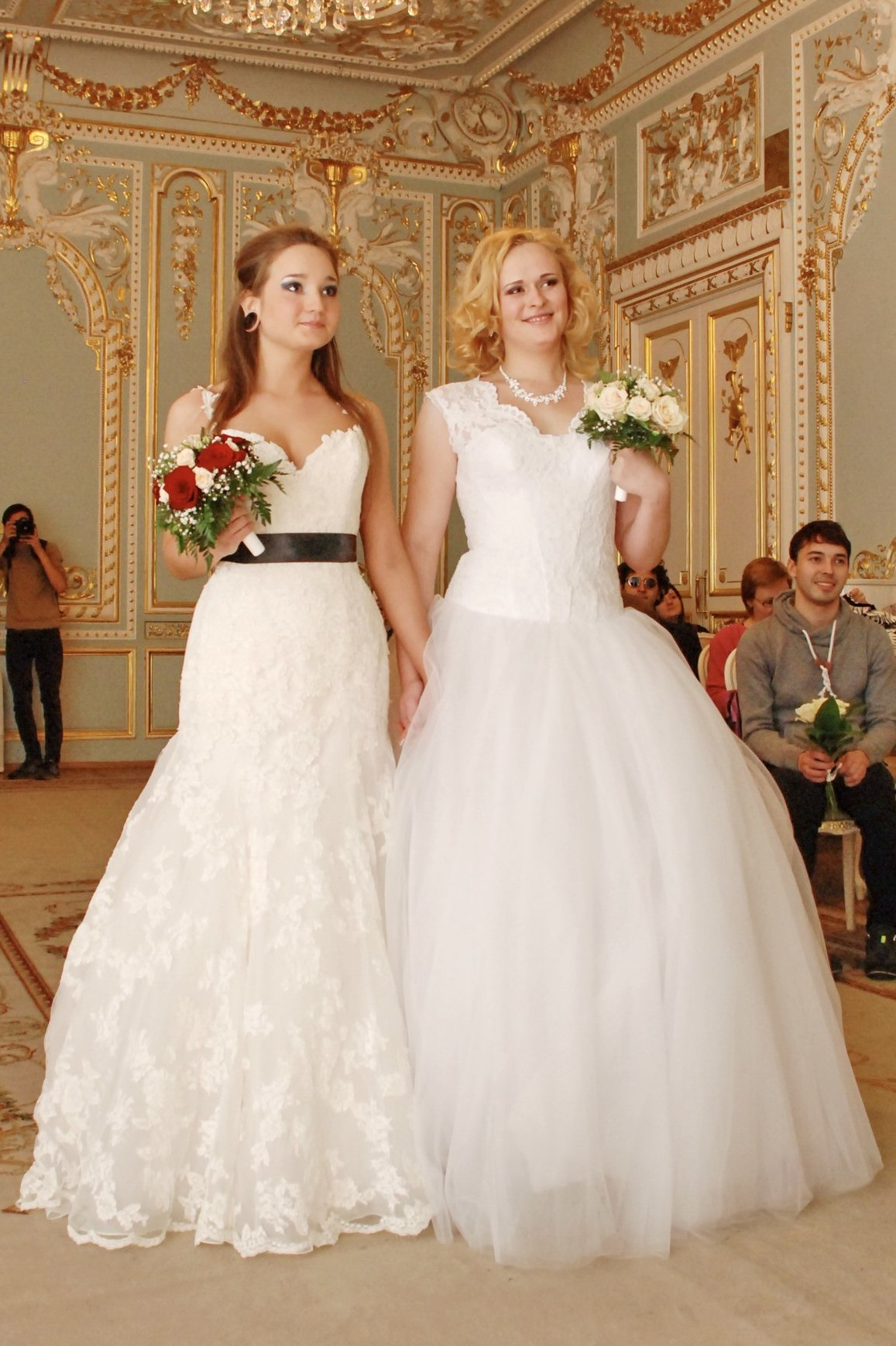
穿着婚纱的女子

婚紗是婚禮及婚宴時新娘穿著的西式婚服，婚紗可單指身上穿的連衣裙，也可以包括頭紗、捧花的部分。婚紗的顏色、款式等視乎各項因素，包括文化、宗教及時裝潮流等。

## 歷史
1499年法國路易十二與布列塔尼的安妮的婚禮上新娘的結婚禮服，是第一次有文獻記載的婚紗。傳統婚紗一般為白色。婚紗布料顏色選用白色的傳統最早可追溯至1840年，英國維多利亞女王與王夫阿爾伯特親王的婚禮。當時純白絲綢布料取之不易，因此女王於婚禮上特意穿著白婚紗，以顯王室尊貴。維多利亞女王的婚紗拖尾長達18呎，官方照片被王室廣泛刊登，不少新娘希望穿著類似的婚紗，這傳統一直流傳至今，而拖尾的長度也有新人財富的象徵，1980年代英國黛安娜王妃結婚時的禮服約有480呎。
在維多利亞時代以前，婚紗可以說是各種除黑色（表示哀悼）或紅色（與娼妓有關連）以外的顏色，白色婚紗代表內心的純潔及像孩童的天真無邪，後期則演變為童貞的象徵。第一次世界大戰後的1920年代，女性社會地位的改變，也使婚紗的風格大異從前，而有短裙設計的婚紗出現。1940年代因為第二次世界大戰的緣故，婚紗的取得不易，因此新娘的結婚禮服轉為簡單樸素，或是向親友借現成的婚紗，在歐美也有母親將自己的婚紗當作傳家寶，讓女兒在結婚時穿上自己曾在婚禮穿著的婚紗。

## 文化
在歐美，結婚典禮之前，新郎不得看見新娘的婚紗。挑選婚紗時，女方多會和母親姊妹或女性朋友前往挑選。
戴在新娘頭上的頭紗，通常在雙方交換戒指，神父、牧師或證婚人宣佈兩人成為合法夫妻後，由新郎揭開。頭紗是貞潔的象徵，過去只有第一次結婚的新娘才可以蓋頭紗，再嫁的不可以，但現時不少人已不清楚這層意義，而且社會風氣不像以往封建，新娘也不是新郎的禮物，所以現在新婚的新娘不一定要披上頭紗，更會選擇在婚禮上展現喜悅的面容。
由於婚前要對婚紗保密，因此歐美新人的結婚照，多是婚禮現場所拍攝。在東方社會中，人們較少注重此項避諱，通常是準新人一起挑選，甚至雙方親友也加入。婚紗不但昂貴、收納不易，婚禮結束後也不會再穿，婚紗往往是租來的。

## 亞洲地區的婚紗現狀
臺灣及香港的婚紗業十分成熟，香港由於受到英國殖民者的影響，婚紗在香港瞬間流行起來。婚紗公司提供各式禮服及配件租賃，因此新人除了租正式的白紗禮服，通常也一起租訂婚禮服、結婚當天敬酒及送客用的禮服、伴娘禮服和相關配件。通常婚紗公司還提供化妝、新娘秘書、喜帖、結婚禮品等週邊服務與商品，協助新人順利完成訂婚與結婚相關事務。新人通常在結婚前就拍妥婚紗照，並製作成相冊和謝卡。
中國從清朝晚期開始，已開發的發達地區由於受到西方的影響，這些地方結婚就開始穿上西式的婚服，但其他未開發的地區特別是農村地區，仍然以傳統中國婚服為主。中華民國成立後，由於當時人們思想認為自家的文化已經落後於西方，導致傳統的中國婚服在民國時期使用範圍也越來越少，民國時期是婚紗非常流行的時期。中國內地地區中華人民共和國成立後，曾經的文化大革命時代，由於極左思想，婚紗也遭到了抵制，但在改革開放後，隨著消費主義的興起，人們都沉溺於開放的時代，婚紗的興起也導致傳統中國婚服也邊緣化，目前雖然說中國傳統婚服與西式婚服並存，但越發達的地區，那裡的人認為傳統婚服過於老土太古董就越來越少穿傳統婚服了，所以目前中國結婚穿婚紗是非常常見的。
日本從明治維新後，當時國民積極效仿西方，就開始有人穿起西式婚服，至今，日式婚服與西式婚服在日本並存。
朝鮮在日據時期，雖然是軍國主義日本下的統治，但明治維新的影響婚紗也曾經在朝鮮很流行。自從北部建立共產主義政權並且衍生出金日成金正日主義後，還規定人民婚禮必須“政治化”，因此婚紗和大多數西方的東西都會被視為“違禁”東西。婚纱在朝鮮一直被认为是有悖于“社会主义生活方式”的资产阶级腐朽的生活方式，一旦有人穿了婚纱，党员开除，团员警告，群众罚款。所以在朝鮮結婚只能穿傳統朝鮮婚服，僅有少數富人家庭偷偷穿婚紗，但由於害怕“違反國家法律”，穿婚紗不走出門，而且舉辦婚禮的地方非常安靜而緊閉。
韓國目前多數結婚場合都以婚紗著裝，也與朝鮮族傳統婚服並存。

## 材質
婚紗的材質除了白紗之外，禮服的本體多選用緞、綢、混合蕾絲，白紗的部分可選用混紡紗、真絲羅、網紗、雪紡紗、歐根紗等。常縫上寶石或仿寶石、亮片，增加禮服的華麗感。

## 現代的婚紗
現代的婚紗加入了不少潮流元素，款式亦較前多元化，有不少款式對身體的覆蓋範圍較以往少，例如露出大腿，也有婚紗沒有肩帶。過去社會較為封建，頭紗是婚紗的重要組成部分，但現在頭紗的設計則較以往簡單，甚至有不少是只有配合使用的頭飾而沒有配套的頭紗。有時裝設計師會為顧客設計婚紗。
近期在年輕人引起穿輕婚紗的風潮，婚禮形式簡化，婚紗攝影風格也大大的不同，不拘泥以往笨重的婚紗或紅袍之類的風格。也有像現代人會拍的三生三世主題紗也很受歡迎的拍婚紗形式。

## 外部連結
- 白色婚紗的歷史
- 輕婚紗風格婚鞋搭配推薦 （页面存档备份，存于）
- 婚紗禮服挑選 （页面存档备份，存于）
- 婚紗